# نجم متميز كيميائيا

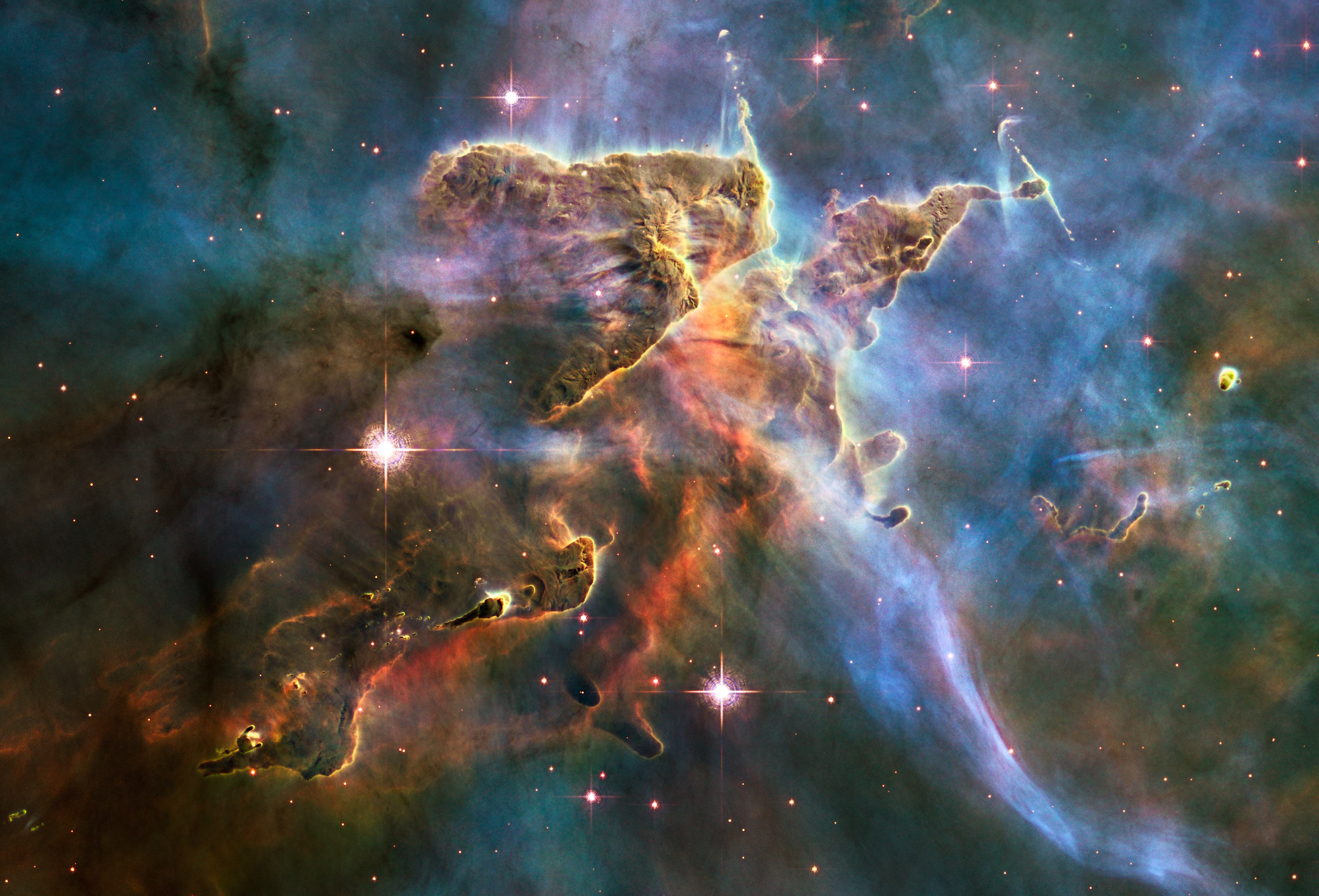

في الفيزياء الفلكية، النجوم المتميزة كيميائيا (نجوم CP) هي نجوم تتميز عن النجوم الأخرى بوفرة المعادن غير العادية بشكل واضح، على الأقل في طبقات سطح هذهِ النجوم. إن النجوم المتميزة كيميائياً شائعة بين نجوم النسق الأساسي الساخنة (حرق -الهيدروجين). وقد قسمت هذهِ النجوم المتميزة الساخنة إلى أربعة فئات رئيسية على أساس أطيافها، على الرغم من استخدام نظامين للتصنيف في بعض الأحيان: :الخط المعدني (Am، CP1)- Ap  (CP2) -زئبق -منغنيز (HgMn, CP3)- وضعيف-الهليوم (He-weak, CP4) .تقدم أسماء التصنيفات فكرة جيدة عن الخصائص التي تميز النجوم المتميزة كيميائيا عن النجوم الأخرى على النسق الأساسي.
ويعتقد عموما أن تركيب الأسطح المميز المرصود لنجوم النسق الأساسي الساخنة هذهِ كان ناجم عن العمليات التي وقعت بعد تشكل النجم، مثل الانتشار أو التأثيرات المغناطيسية في الطبقات الخارجية لهذهِ النجوم.